# Jacob Davis
Jacob Davis (Riga, Letland, 1834 - San Francisco, 1908) was een Amerikaans kleermaker.

## Biografie
Davis emigreerde rond 1850 naar de omgeving van San Francisco. Daar reisde hij rond in een poging inkomsten te verwerven voor zijn broodwinning. In 1870 was Jacob Davis in Reno in Nevada neergestreken alwaar hij kleermaker was. Ook maakte hij accessoires voor cowboys, zoals tenten en paardendekens. Het materiaal was duck, een taai soort katoen, dat versterkt werd met koperen klinknagels.
Hem werd het verzoek voorgelegd een goedkope, stevige broek te maken voor een gezet iemand die telkens uit zijn broek scheurde. Deze broek werd uiteindelijk op dezelfde manier versterkt: met klinknagels. In 1871 was dit zijn standaardmanier om broeken te versterken, iets wat snel door de concurrentie werd overgenomen. Jacob Davis nam daarop contact op met de broekenfabrikant Levi Strauss om een patent aan te vragen, de kosten van 68 dollar kon hij namelijk niet zelf opbrengen. Levi Strauss was zijn stofleverancier van duck en denim. Het patent op de spijkerbroek werd in 1873 verleend. Levi Strauss is daarmee, in tegenstelling tot Jacob Davis, beroemd geworden.
Op verzoek is Jacob Davis voor de Levi Strauss Company gaan werken om overzeese productie van de spijkerbroeken te coördineren. Hij deed dat tot aan zijn dood in 1908, hetzelfde jaar waarin het patent op de spijkerbroek verliep.
Zijn kleinzoon Ben Davis heeft in 1935 het broekenmerk Ben Davis opgericht.